# Hải đội 5, Hải quân Nga
Hải đội 5 (tiếng Nga: пятая эскадра, phiên âm. Pyataya eskadra, tên chính thức là Đội hình tác chiến của Hải quân Nga trên Biển Địa Trung Hải ) là một hải đội của Hải quân Nga chịu trách nhiệm ở Trung Đông trên vùng biển của Địa Trung Hải.
Hạm đội được Hải quân Liên Xô thành lập lần đầu tiên vào năm 1963–64 trong Chiến tranh Lạnh với Hoa Kỳ. Tổ chức Hiệp ước Bắc Đại Tây Dương (NATO) thường gọi nó là Hạm đội Địa Trung Hải của Liên Xô (tiếng Nga: Средиземноморский флот), vì nó là đối trọng với Hạm đội 6 của Hải quân Hoa Kỳ.
Được biên chế cho Hải quân Nga sau khi Liên Xô tan rã, Hải đội 5 đã ngừng hoạt động trong bối cảnh Lực lượng Vũ trang Nga bị cắt giảm biên chế vào ngày 31 tháng 12 năm 1992. Nhận thấy các mối đe dọa từ Hoa Kỳ tại các khu vực ở Ba Lan vào năm 2009–10 và cuộc can thiệp vũ trang của NATO vào Syria năm 2014, Nga đã tái lập Hải đội 5 vào năm 2013 để hỗ trợ chính phủ của Tổng thống Bashar al-Assad ở Syria.
Kể từ năm 2013, Bộ Quốc phòng Nga chính thức xác nhận đơn vị này là Đội hình tác chiến của Hải quân Nga trên Biển Địa Trung Hải ( tiếng Nga: Оперативное соединение ВМФ России на Средиземном море  ).

## Lịch sử

### Hải đội 5 của Hải quân Liên Xô nhưng năm 1960 - 1990
Hải quân Liên Xô trong nửa đầu những năm 1960 vẫn chưa thể tạo ra một lực lượng có thể làm đối trọng một cách hiệu quả với Hạm đội 6 của Hải quân Hoa Kỳ. Lực lượng của Hạm đội Biển Đen được triển khai ở Địa Trung Hải không có đủ sức mạnh cần thiết.
Cho đến tháng 5 năm 1965, Hải quân Liên Xô đã cố gắng thực hiện nhiệm vụ của mình ở Biển Địa Trung Hải bằng cách tạo ra cái gọi là phân khu hỗn hợp được hình thành từ các tàu của Hạm đội Phương Bắc và Hạm đội Baltic dưới sự chỉ huy của Thuyền trưởng Hạng 1 EI Volobuyev và OP Grumbkov. Lực lượng này bao gồm tàu ngầm, tàu khu trục và tàu tiếp tế. Vào tháng 5 năm 1965, hải đội hỗn hợp đầu tiên được thành lập từ tàu thủy, tàu hỗ trợ, tàu tuần dương tấn công và tàu ngầm của Hạm đội Biển Đen trên Biển Địa Trung Hải, dưới sự chỉ huy của Đại đội trưởng Sư đoàn Vùng nước 20 Igor N. Molodtsov.
Sau cuộc chiến sáu ngày năm 1967 là một yếu tố thúc đẩy sự thành lập của hải đội Địa Trung Hải vào tháng 6 năm 1967 bằng quyết định của Bộ Chính trị Ban chấp hành Trung ương Đảng Cộng sản Liên Xô. Theo quyết định này, việc thành lập hải đội theo Quân lệnh số 0195 của Tư lệnh Hải quân, ngày 14 tháng 6 năm 1967. Chuẩn Đô đốc Boris Petrov nắm quyền tư lệnh và chỉ huy tất cả các lực lượng có mặt vào ngày 14 tháng 7 năm 1967 tại Địa Trung Hải.

### Đội hình hoạt động của Hải quân Nga trên Biển Địa Trung Hải
Vào tháng 9 năm 2013, Bộ Quốc phòng Nga đã tái thành lập một hạm đội ở Địa Trung Hải bằng cách sử dụng sự kết hợp của các tàu từ Hạm đội Biển Đen và Hạm đội Phương Bắc đóng tại Syria.  Nó đã được biên chế 15 tàu chiến và các tàu hậu cần  cùng với các tàu của Hạm đội Baltic cũng cung cấp dự phòng cho các hoạt động trong khu vực.

## Tổ chức
Tính đến năm 2020, các đơn vị hải quân Nga thường trực ở Địa Trung Hải gồm:
- 2 tàu ngầm lớp Kilo cải tiến (được rút ra từ Hạm đội Biển Đen bề ngoài đang trên đường bảo trì ở Baltic để tuân thủ các quy định của Công ước Montreux; nhưng vẫn hoạt động trong thời gian dài ở Địa Trung Hải);[8][9][10]
- Có tới 2 tàu ngầm chạy bằng năng lượng hạt nhân (rút ra từ Hạm đội Phương Bắc khi triển khai);[11]
- Lực lượng tác chiến mặt nước chủ lực (rút ra từ Hạm đội Biển Đen và luân chuyển từ Hạm đội Phương Bắc hoặc Baltic);
- Tàu hộ tống hạng nhẹ / Tàu tuần tra xa bờ / tàu đối phó mìn (chủ yếu được rút ra từ Hạm đội Biển Đen);[12]
- Các tàu đổ bộ lớp Ropucha và lớp Alligator (chủ yếu từ Hạm đội Biển Đen nhưng đôi khi cũng có thể được điều động từ các hạm đội khác) [13] cung cấp hỗ trợ hậu cần và tái cung cấp cho cơ sở hải quân Nga ở Tartus;[14]
- Tàu hỗ trợ và tàu phụ trợ chuyên dụng; và,
- Tàu tuần tra / chống phá hoại hạng nhẹ (để đảm bảo an ninh tại cơ sở hải quân Tartus).[8]

Các đơn vị hải quân có thể được hỗ trợ bởi các máy bay hoạt động từ Căn cứ Không quân Khmeimim ở Syria. Các đơn vị được triển khai bao gồm máy bay ném bom Tu-22M3 Backfire cũng như Su-24, Su-35, MiG-31 và Tu-142 MK và máy bay tác chiến chống ngầm Il-38.

## Chỉ huy
- Chuẩn đô đốc Boris Petrov (14 tháng 7 năm 1967 - 1969)
- Chuẩn đô đốc Vladimir Leonenkov (1969–1971)
- Chuẩn đô đốc Evgeniy Volobuev (1971–1974)
- Chuẩn đô đốc Vladimir Akimov (1974–1977)
- Chuẩn đô đốc Nikolai Ryabinskiy (1977–1981)
- Chuẩn đô đốc Valentin Selivanov (1981–1985)
- Chuẩn đô đốc Vladimir Kalabin (1985–1986)
- Chuẩn đô đốc Vladimir Yegorov (1986–1988)
- Chuẩn đô đốc Alexandr Gorbunov (1988–1990)
- Chuẩn đô đốc Pyotr Svyatashov (1992–1992)
- Chuẩn đô đốc Yuriy Sysuyev (1992–1993)

Kể từ khi tái lập:
- Đội trưởng của Hạng nhất Yuriy Zemskiy (2013–2014)
- Đội trưởng của Hạng nhất Alexandr Okun (2015–2016)
- Đội trưởng của Hạng nhất Pavel Yasnitskiy (2016–? )
- Thuyền trưởng Hạng nhất[19] Pavel Prosekov (tạm thời) (2020– nay ) [20]